# Manzala (Meri)
Pour les articles homonymes, voir Manzala.
Manzala (ou Manzalla) est une localité du Cameroun située dans l'arrondissement de Meri, le département du Diamaré et la région de l’Extrême-Nord. Elle fait partie du canton de Doulek.

## Population
En 1974, on distinguait trois villages : Manzalla (ou Manzalavel Mbokou) qui comptait 131 habitants, des Moufou, Manzalla Foulbe qui en comptait 42, des Peuls et Manzalla Guiziga qui en comptait 22, des Guiziga.
Lors du recensement de 2005, on a dénombré 570 personnes à Manzala (ensemble).